# Franka Potente
Franka Potente (ur. 22 lipca 1974 w Münster, Nadrenia Północna-Westfalia) – niemiecka aktorka.

## Życiorys
Uczyła się w szkole aktorskiej w Monachium, po czym rozpoczęła studia w nowojorskim Instytucie Lee Strasberga. Debiutowała w 1995 w filmie Nach Fünf im Urwald. W 1996 otrzymała Bawarską Nagrodę Filmową. Komponuje także muzykę filmową.

### Praca
Po powrocie do Europy grała w wielu filmach niemieckich i francuskich. Zagrała rolę główną w Biegnij Lola, biegnij (niem. Lola Rennt). Toma Tykwera (reżyseria) spotkała w kawiarni. Ta rola została napisana dla niej. Film był zamierzony jako niskobudżetowy i artystyczny; odniósł duży sukces w Europie. Franka Potente wystąpiła również w soundtracku. Później zagrała jeszcze w kilku niemieckich filmach, m.in. w horrorze Anatomia oraz w thrillerze romantycznym pt. Księżniczka i wojownik (nominacja do Europejskiej Nagrody Filmowej).
Jej pierwszą rolą anglojęzyczną była rola narratorki w filmie Opowiadanie w 2001. Następnie zagrała w filmie Blow obok Johnny’ego Deppa, oraz rolę główną w Tożsamość Bourna z Mattem Damonem, następnie w filmie Krucjata Bourne’a. W 2006 roku napisała scenariusz i wyreżyserowała film niemy pt. Der die Tollkirsche ausgräbt. W 2007 wystąpiła obok Erica Bany w australijskim filmie Mój ojciec i ja (Romulus, My Father), za co została nominowana do nagrody Australijskiego Instytutu Filmowego (Australian Film Institute) za najlepszą kobiecą rolę główną.
W 2007 grała w serialu Świat gliniarzy (The Shield), w roli Diro Kesakhian – bezwzględnej matki chrzestnej mafii w Los Angeles.

### Życie osobiste
Mieszka w Berlinie w dzielnicy Kreuzberg. W przeszłości spotykała się z amerykańskim aktorem Elijah Woodem, a także z Tomem Tykwerem. W 2012 wyszła za mąż za amerykańskiego aktora Dereka Richardsona, z którym ma dwie córki.

## Filmografia
- 1995: Po piątej w dżungli (Nach Fünf im Urwald), jako Anna
- 1997: Easy Day, jako Lily
- 1998: Biegnij Lola, biegnij (Run Lola Run), jako Lola
- 1998: Bal w operze (Opernball), jako Gabrielle
- 2000: Anatomia (Anatomie), jako Paula Henning
- 2000: Księżniczka i wojownik (Der Krieger und die Kaiserin), jako Sissi
- 2001: Opowiadanie (Storytelling), jako wydawca Toby’ego
- 2001: Blow, jako Barbara
- 2002: Tożsamość Bourne’a (The Bourne Identity), jako Marie St. Jaques
- 2002: Anatomia 2 (Anatomie 2), jako Paula Henning
- 2002: Wszystko czego pragnę (Try Seventeen), jako Jane
- 2004: Lęk (Creep), jako Kate
- 2004: Krucjata Bourne’a (The Bourne Supremacy), jako Marie Helena Kreutz
- 2006: Cząstki elementarne (Elementarteilchen), jako Annabelle
- 2007: Mój ojciec i ja (Romulus, My Father), jako Christina
- 2007: Eichmann, jako Vera Less
- 2008: Che. Boliwia (Che: Part Two), jako Tamara „Tania” Bunke
- 2009: Most (TV, Die Brucke), jako nauczycielka
- 2009: Dr House (TV, House), jako Lydia
- 2010: Świry (TV, Psych), jako Nadia
- 2010: Szanghaj (Shanghai) jako Leni
- 2016: Obecność 2 (The Conjuring 2), jako Anita Gregory